# Gesneria ventricosa
Gesneria ventricosa är en tvåhjärtbladig växtart som beskrevs av Olof Swartz. Gesneria ventricosa ingår i släktet Gesneria och familjen Gesneriaceae.

## Underarter
Arten delas in i följande underarter:
- G. v. cymosa
- G. v. ventricosa